# 付费点击
付费点击或按就付（英文：Paid-To-Click，缩写作PTC或pay_per-click）是一種點擊付費的線上商業模式。PTC的經營模式是以PTC網站作為廣告客戶和消費者的仲介，廣告客戶付錢給經營顯示廣告的網站的PTC公司，PTC再將部分金額支付給點擊廣告的消費者。消費者必須先註冊成PTC網站的會員，並在登入後主動去點擊廣告才能獲得點擊的獎勵金額。累積到一定金額（每個PTC公司的規定不一樣）後，便能要求PTC公司將獲得金額以線上付費或支票的形式支付。
PTC網站的點擊機制持續的變化，通常會在點擊廣告後，再要求必須要保持廣告網頁開啟數秒或輸入特定文字以增進廣告效果。但是必須注意的是PTC公司通常不希望支付點擊者費用，所以在他的網站中加入其他的機制，刺激點擊者在他的網站花費掉在PTC賺得的金額。例如：付費昇級以獲得更高的獎勵或邀請參加賭博遊戲等。另外，也有某些PTC網站推行付費購買下線機制，盡量誘使會員將獲得的獎勵金額再花費在網站上。
需要注意的是並不是每一個PTC皆能持續經營，所以要注意避免投入太多的金額在PTC網站上，以免該PTC網站一夜消失而造成損失，反而未達到利用PTC賺錢的目的。所以有些PTC便推出即時支付的策略，以降低點擊者的風險。這通常是利用PayPal或AlertPay來達成線上支付金額，但以支援AlertPay較多。有些PTC會要求如果會員在一段時間內沒登錄點擊廣告則獲得的金額會歸零，當然已經支付的金額不會歸零。所以，除非覺得有毅力每天登錄點擊，否則不建議利用PTC賺錢。